# Hňup

Hňup je označení pro kastrovaného samce kozy domácí. Hňup je méně agresivní a maso hňupů má slabší specifický zápach.

## Jiné významy slova
- Slovo hňup se v přeneseném významu používá i jako nadávka, označení pro hlupáka, hloupého člověka.